# Metioche peruviana
Metioche peruviana är en insektsart som beskrevs av Lucien Chopard 1956. Metioche peruviana ingår i släktet Metioche och familjen syrsor. Inga underarter finns listade i Catalogue of Life.